# Liste der Biografien/Grek
Liste der Biografien |
Portal Biografien |
Personensuche
# |
A |
B |
C |
D |
E |
F |
G |
H |
I |
J |
K |
L |
M |
N |
O |
P |
Q |
R |
S |
T |
U |
V |
W |
X |
Y |
Z |
?
 
Ga |
Gb |
Gc |
Gd |
Ge |
Gf |
Gh |
Gi |
Gj |
Gk |
Gl |
Gm |
Gn |
Go |
Gp |
Gq |
Gr |
Gs |
Gu |
Gv |
Gw |
Gy |
Gz
 
Gra |
Grb–Grd |
Gre |
Grg |
Gri |
Grj |
Grk |
Grl |
Grm |
Gro |
Grs |
Gru |
Gry |
Grz
 
Grea |
Greb |
Grec |
Gred |
Gree |
Gref |
Greg |
Greh |
Grei |
Grek |
Grel |
Grem |
Gren |
Grep |
Gres |
Gret |
Greu |
Grev |
Grew |
Grey |
Grez
Die Liste der Biografien führt alle Personen auf, die in der deutschsprachigen Wikipedia einen Artikel haben. Dieses ist eine Teilliste mit 5 Einträgen von Personen, deren Namen mit den Buchstaben „Grek“ beginnt.

## Grek

### Greko
- Grekova, Evgenia (* 1974), russisch-deutsche Opern- und Konzertsängerin (Sopran)
- Grekow, Dimitar Panajotow (1847–1901), bulgarischer Politiker und Ministerpräsident
- Grekow, Mitrofan Borissowitsch (1882–1934), russischer Maler
- Grekowa, I. (1907–2002), sowjetische Mathematikerin und Schriftstellerin
- Grekowa, Walentina Borissowna (1931–2019), sowjetische bzw. russische Restauratorin